# Fellner und Helmer

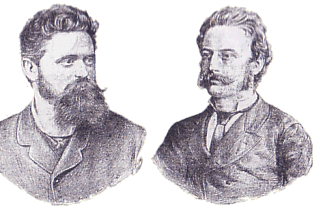
Retratos de Ferdinand Fellner y Hermann Helmer.

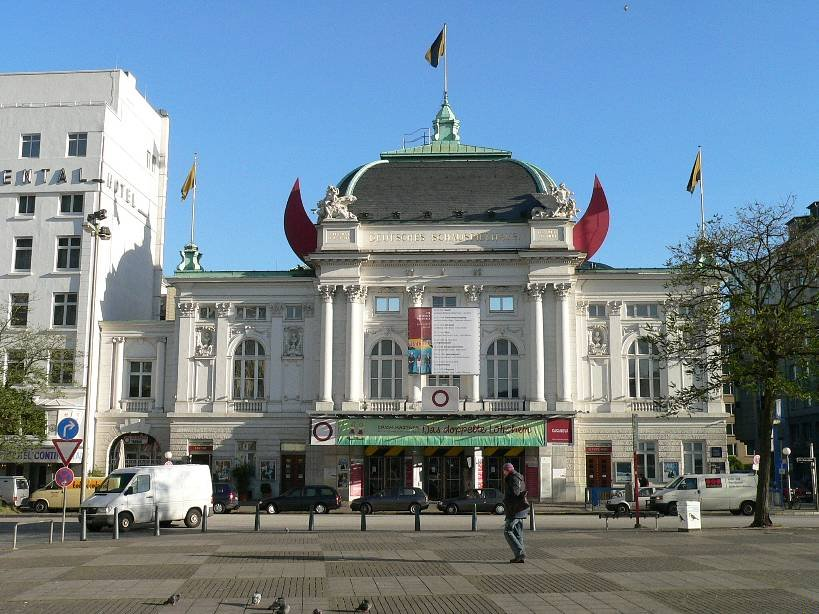
Deutsches Schauspielhaus, Hamburgo.

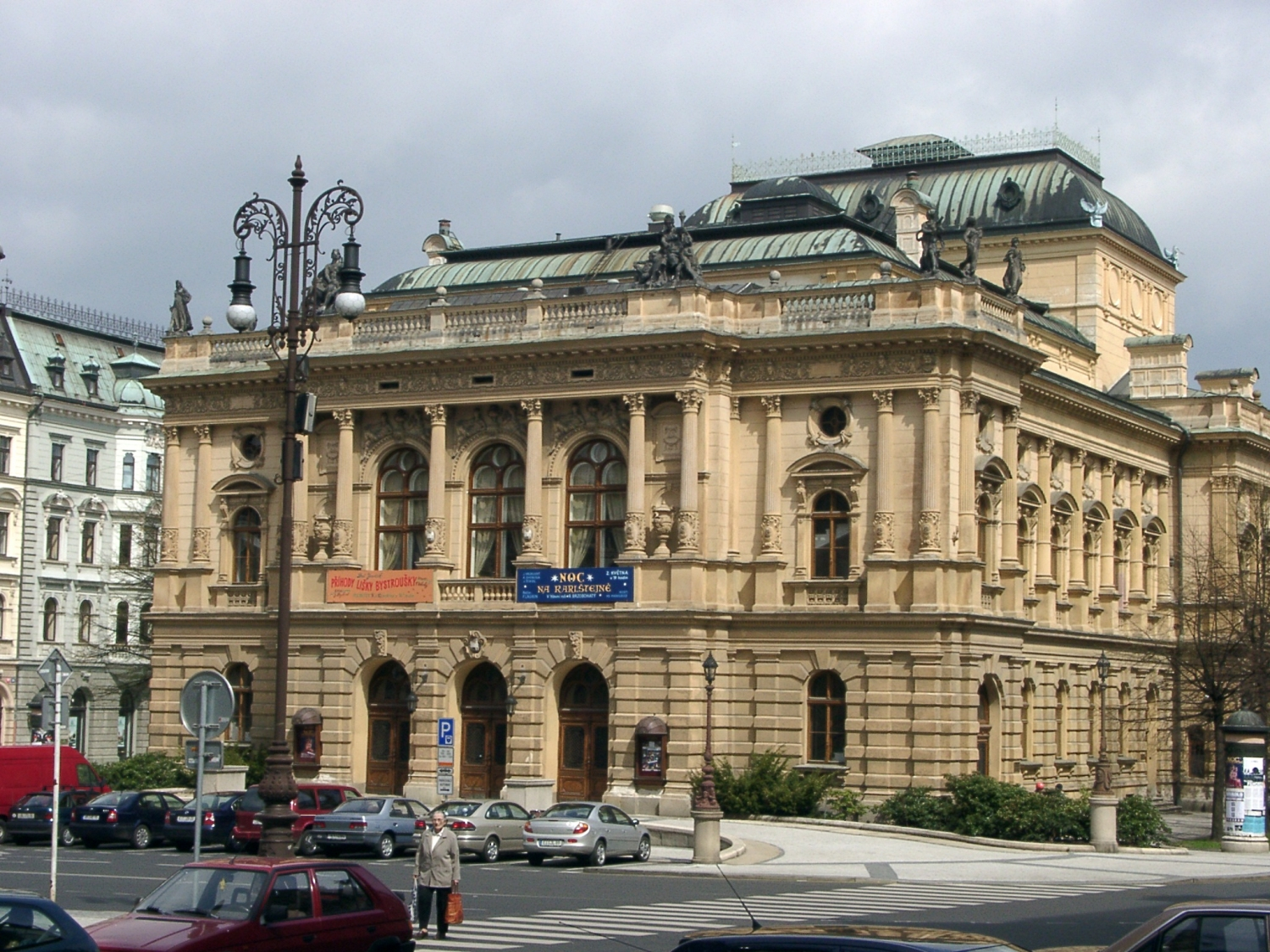
Teatro Divadlo F. X. Saldy en Liberec.

El despacho de arquitectos Fellner und Helmer (Fellner & Helmer) de Viena fue llevado por los arquitectos Ferdinand Fellner (1847-1916) y Hermann Helmer (1849-1919) entre los años 1873 y 1919.

## Historia
Este despacho estaba especializado en la construcción de teatros, llegando a construir hasta 48 en toda Europa. En esta época hubo un boom en la construcción de teatros, ya que todas las ciudades deseaban tener un escenario propio. Además, las nuevas medidas de seguridad, más estrictas en lo referente a la protección contra incendios, hacían que las reformas fuesen también necesarias.
La posición casi monopolística de estos arquitectos en el Imperio austrohúngaro, se debía a la alta calidad de sus trabajos unida a reducidos costes, y a una rápida ejecución de las obras, así como a una gran seguridad y profesionalidad en las mismas.
Su estilo arquitectónico introdujo una nueva época en la arquitectura del siglo XX. A través de su estilo se abrieron nuevos caminos en la construcción de edificios, con un redescubrimiento del barroco y con la llegada al Jugendstil o modernismo en las últimas construcciones que realizaron. En este estilo construyeron no sólo teatros, sino también bancos, palacios y hoteles.
A pesar de las guerras y de los incendios, casi todos los teatros que construyeron siguen todavía en funcionamiento, ofreciendo una oferta cultural en las vidas de las ciudades en las que se encuentran.

## Teatros y Salas de Conciertos

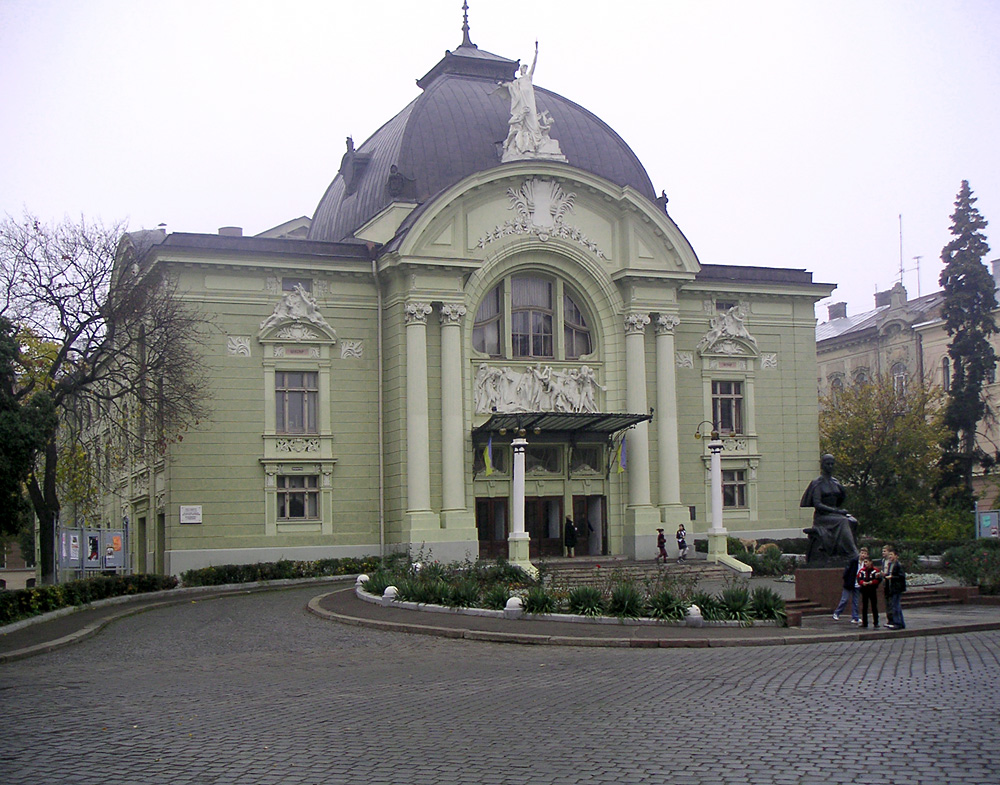
Teatr im. Olgi Kobylyanskoy, Černovcy.

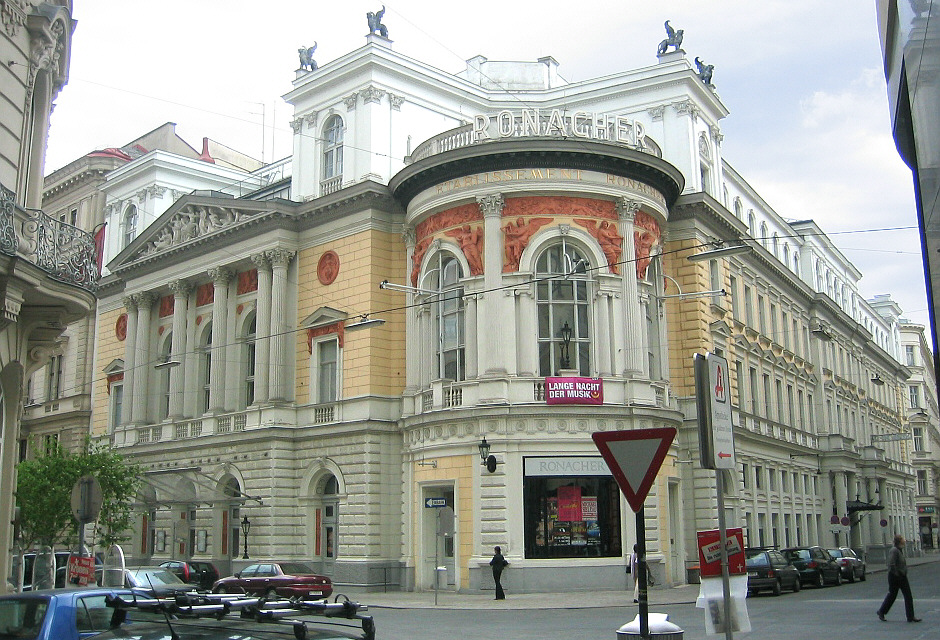
Etablissemente Ronacher, Viena.

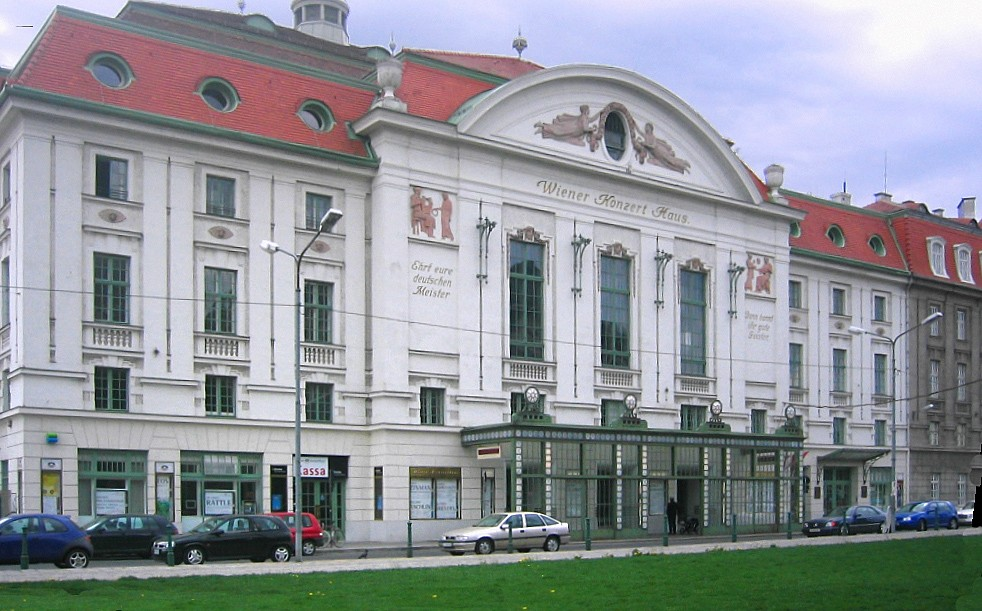
Wiener Konzerthaus, Viena.

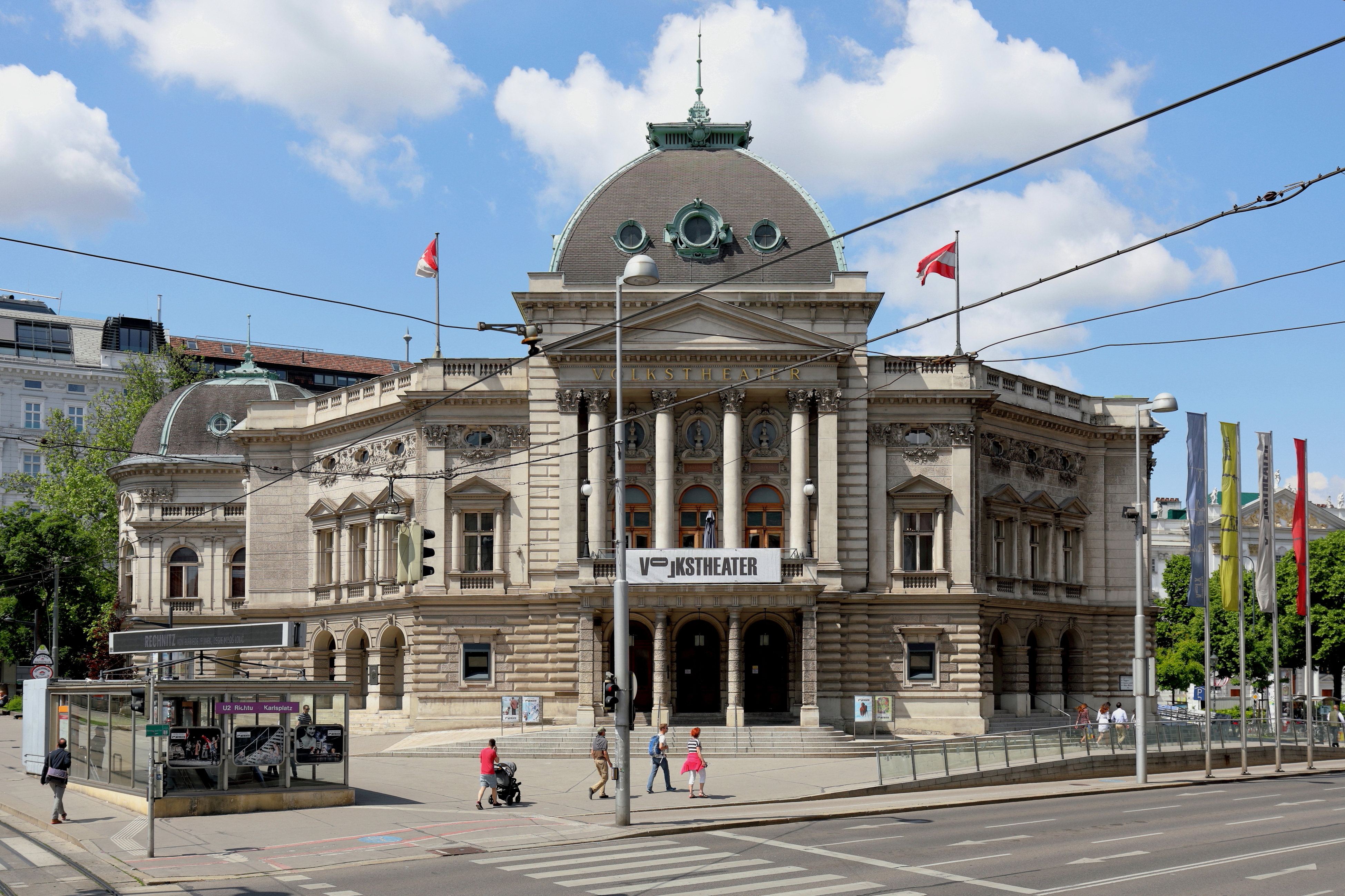
Volkstheater, Viena.

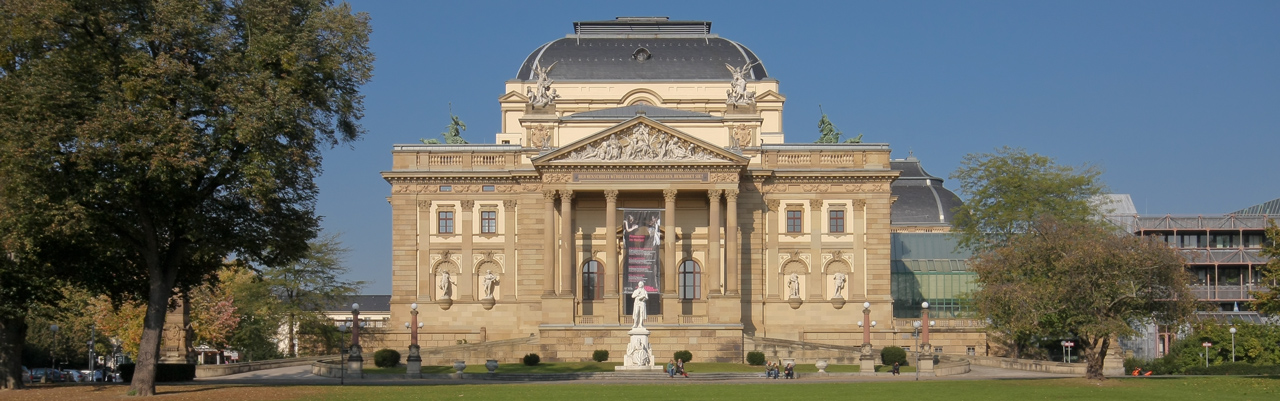
Hessisches Staatstheater, Wiesbaden.

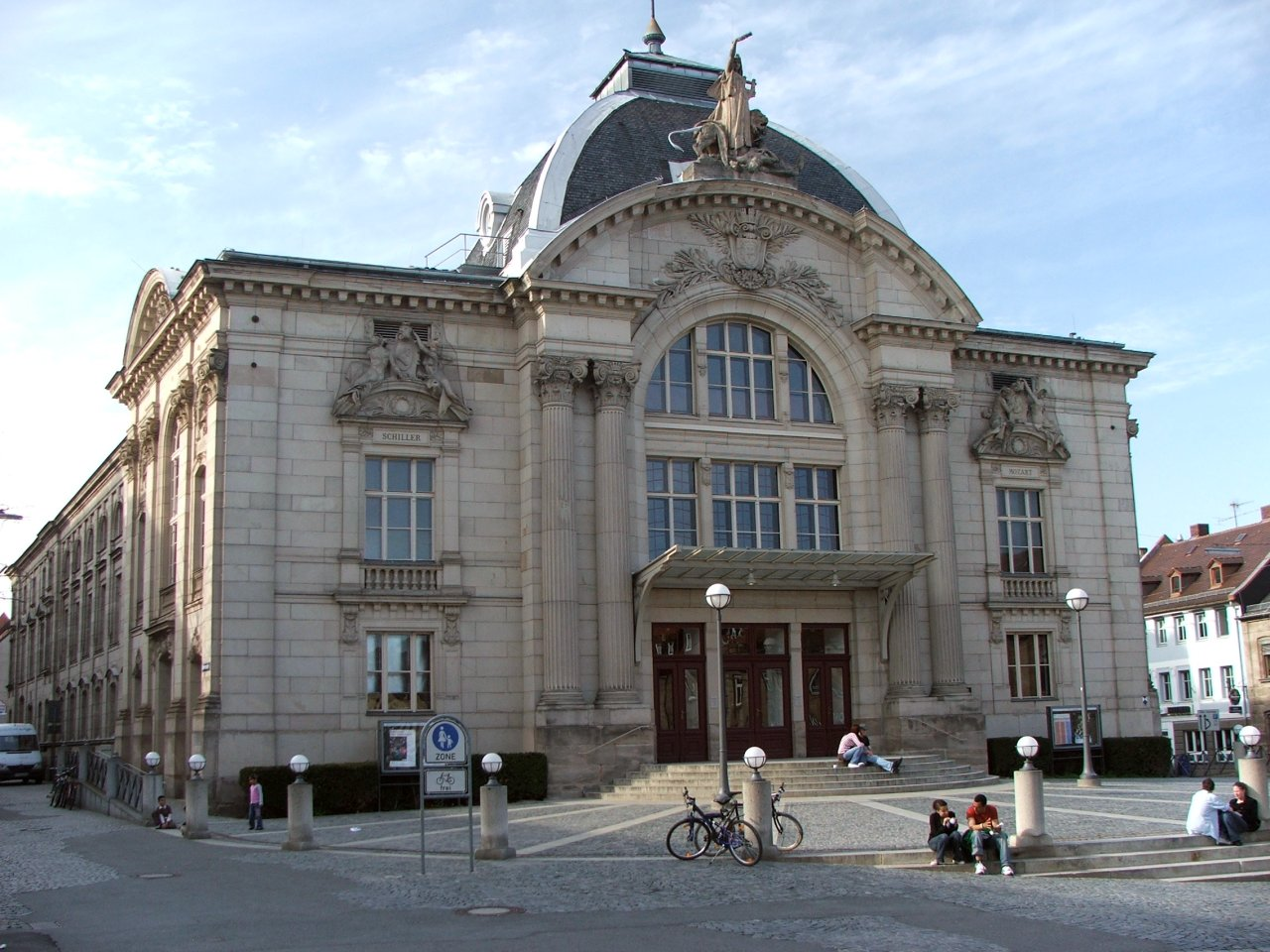
Stadttheater, Fürth.

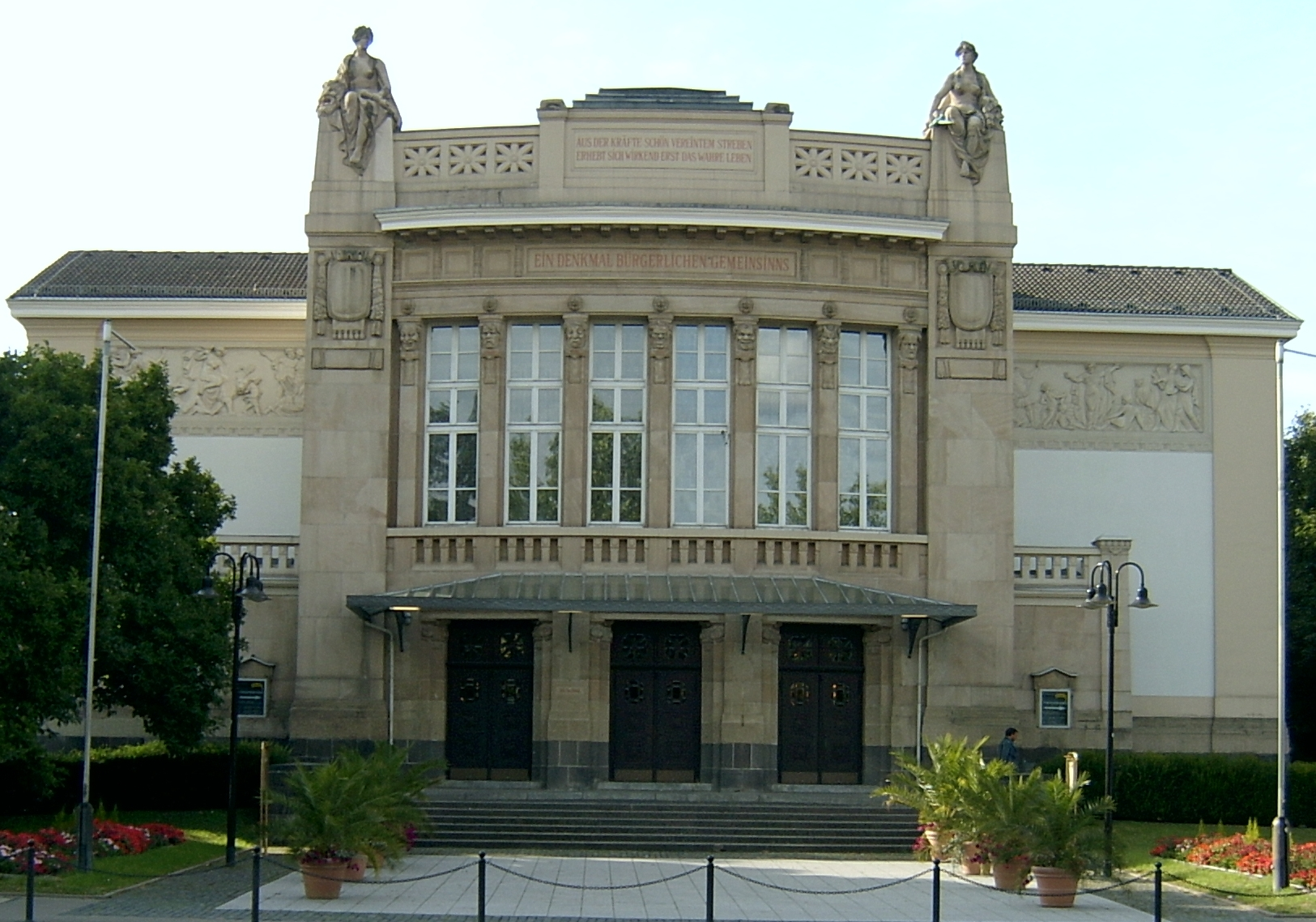
Stadttheater, Gießen.

Los teatros que construyeron son los siguientes:
- Augsburgo: Stadttheater
- Baden: Stadttheater
- Berlín: Ópera cómica (construido bajo el nombre de Teatro Unter den Linden, luego llamado Metropol Theater)
- Berndorf: Stadttheater (construido como Kaiser-Franz-Josef-Theater)
- Bielsko-Biała: Teatro Polski (construido como Stadttheater)
- Bratislava: Slovenské národné divadlo (construido como Königliches Freistädtisches Theater)
- Brno: Interimstheater
- Brno: Mahenovo divadlo (construido como Deutsches Stadttheater)
- Budapest: Népszínház (construido como Volkstheater, demolido en 1965)
- Budapest: Vigszínház (construido como Lustspieltheater)
- Budapest: Fövárosi Operett Szinház (construido como Somossy-Orfeum)
- Černovcy: Teatr im. Olgi Kobylyanskoy (construido como Stadttheater)
- Cieszyn: Teatr im. Adama Mickiewicza (construido como Deutsches Theater)
- Cluj-Napoca: Teatrul National (construido como Nemzeti Színház)
- Darmstadt: Hoftheater (destruido en la Segunda Guerra Mundial)
- Fürth: Stadttheater
- Gießen: Stadttheater
- Graz: Opernhaus (construido como Stadttheater)
- Hamburg: Deutsches Schauspielhaus
- Iaşi: Teatrul National
- Jablonec nad Nisou: Mestské divadlo (construido como Stadttheater)
- Karlový Vary: Divadlo V. Nezvala (construido como Stadttheater)
- Kecskemét: Katona József Színház
- Klagenfurt: Stadttheater
- Liberec: Divadlo F. X. Saldy (construido como Stadttheater)
- Mladá Boleslav: Mestské divadlo (construido como Mestské divadlo/Stadttheater)
- Odesa: Teatr operi ta baletu
- Oradea: Teatrul de Stat (construido como Szigligeti Színhzáz/Stadttheater)
- Ottensheim: Schlosstheater (cerrado desde los años 1930)
- Praga: Státní Opera (construido como Neues Deutsches Theater)
- Ravensburg: Konzerthaus
- Rijeka: Hrvatsko Narodno Kazaliste "Ivan Zajc" (construido como Stadttheater)
- Salzburgo: Landestheater (construido como Stadttheater)
- Sofía: Nationalen Teatr "Ivan Vazov" (construido como Bulgarisches Nationaltheater)
- Szeged: Nemzeti Színház
- Tata: Schloßtheater (demolido en 1913)
- Timişoara: Teatrul National (construido como Ferenc József szinház/Stadttheater)
- Toruń: Teatr im. Wilama Horzycy (construido como Stadttheater)
- Varaždin: Hrvatsko Narodno Kazaliste (construido como Stadttheater und Redoute)
- Viena: Stadttheater (destruido por un incendio en 1884)
- Viena: Etablissement Ronacher
- Viena: Volkstheater (construido como Deutsches Volkstheater)
- Viena: Theater der Internationalen Musik- und Theaterausstellung (demolido en 1892)
- Viena: Brand-Modell-Theater (demolido)
- Viena: Wiener Konzerthaus
- Wiesbaden: Hessisches Staatstheater (construido como Stadt- und Königliches Hoftheater)
- Zagreb: Hrvatsko Narodno Kazaliste (construido como Königlich Kroatisches Landes- und Nationaltheater)
- Zúrich: Opernhaus (construido como Stadttheater)
- Zúrich: Tonhalle (hoy parte del Kongresshaus)

## Otros proyectos

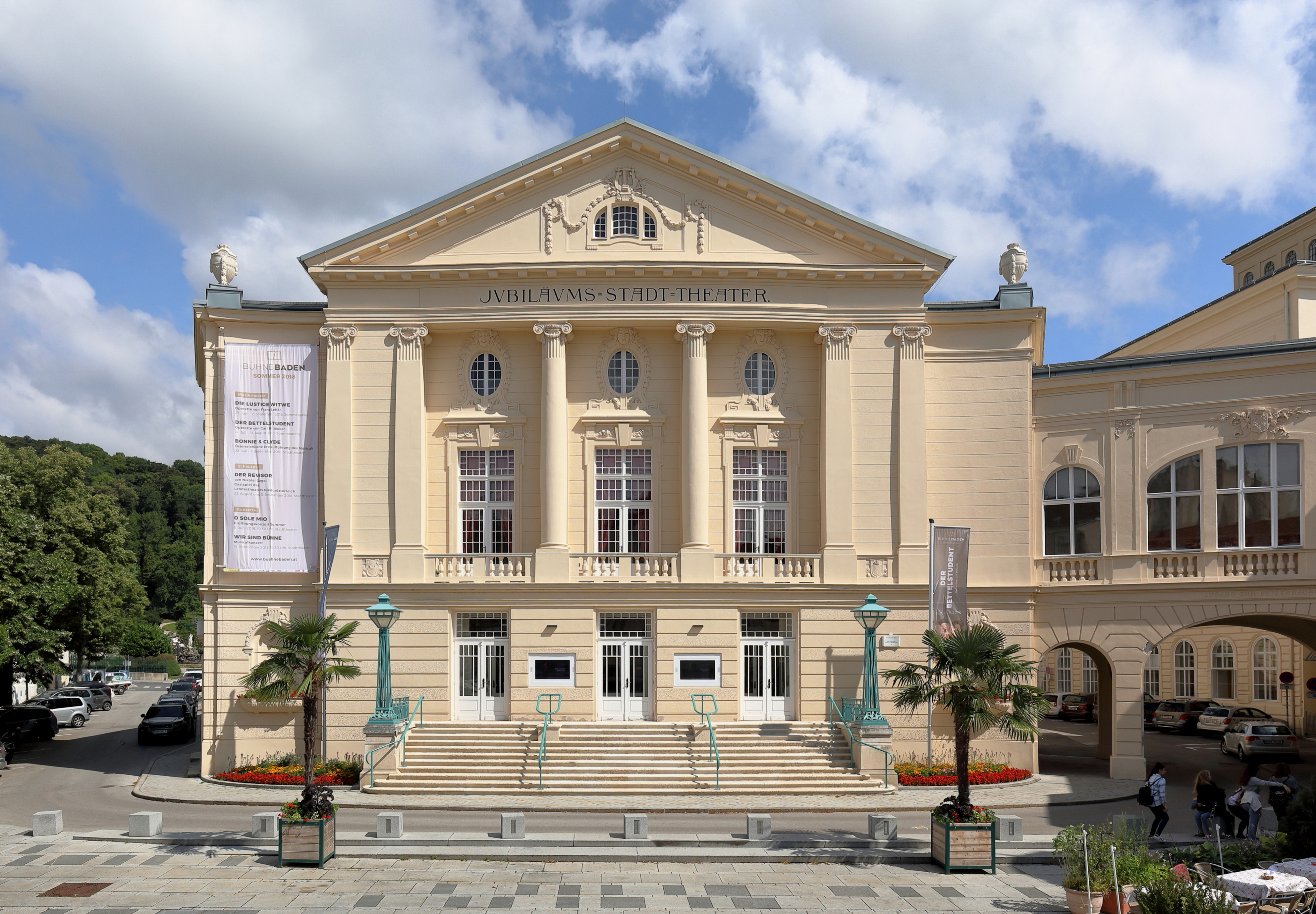
Stadttheater, Baden.

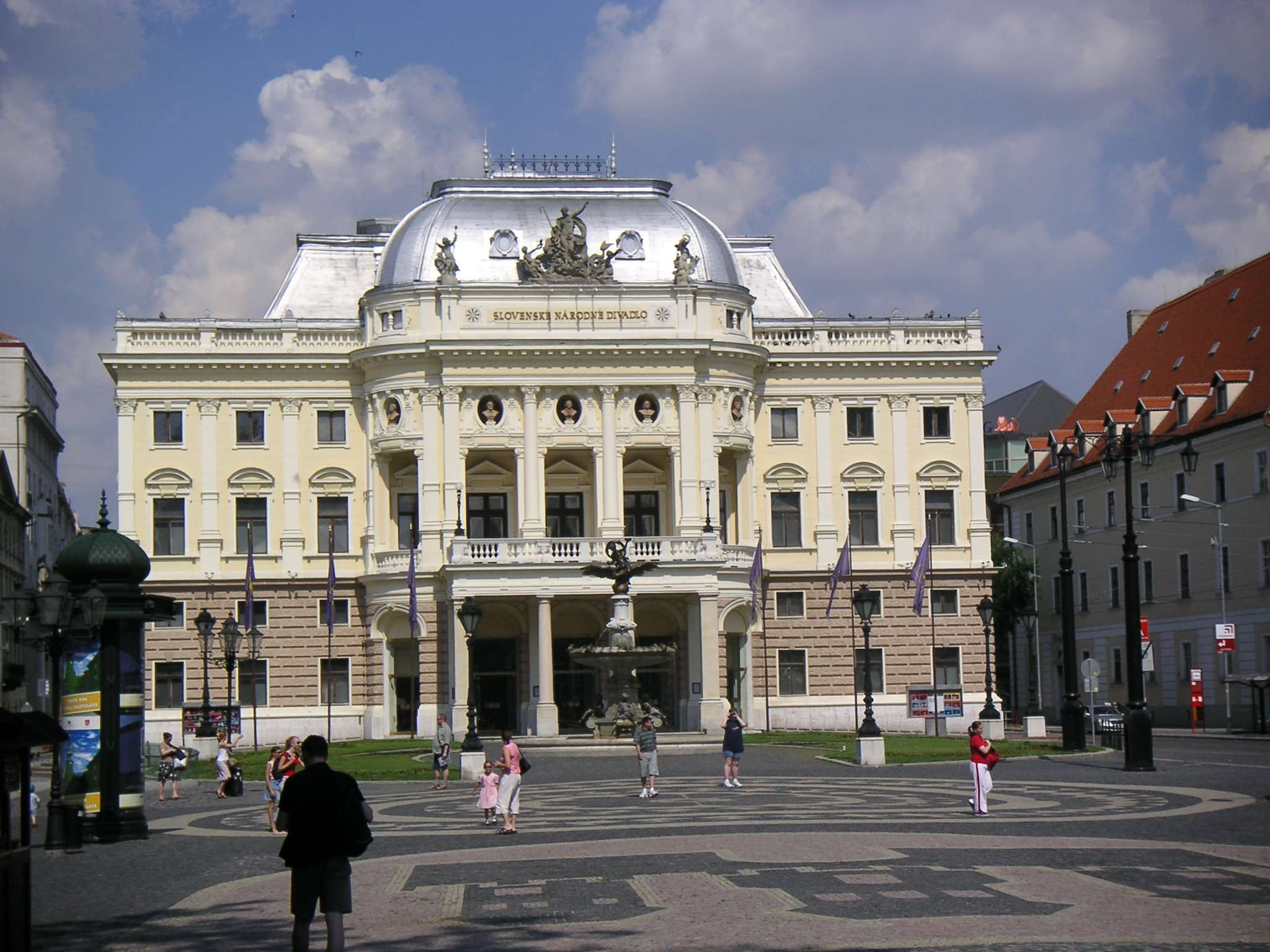
Slovenské Národné divadlo, Bratislava.

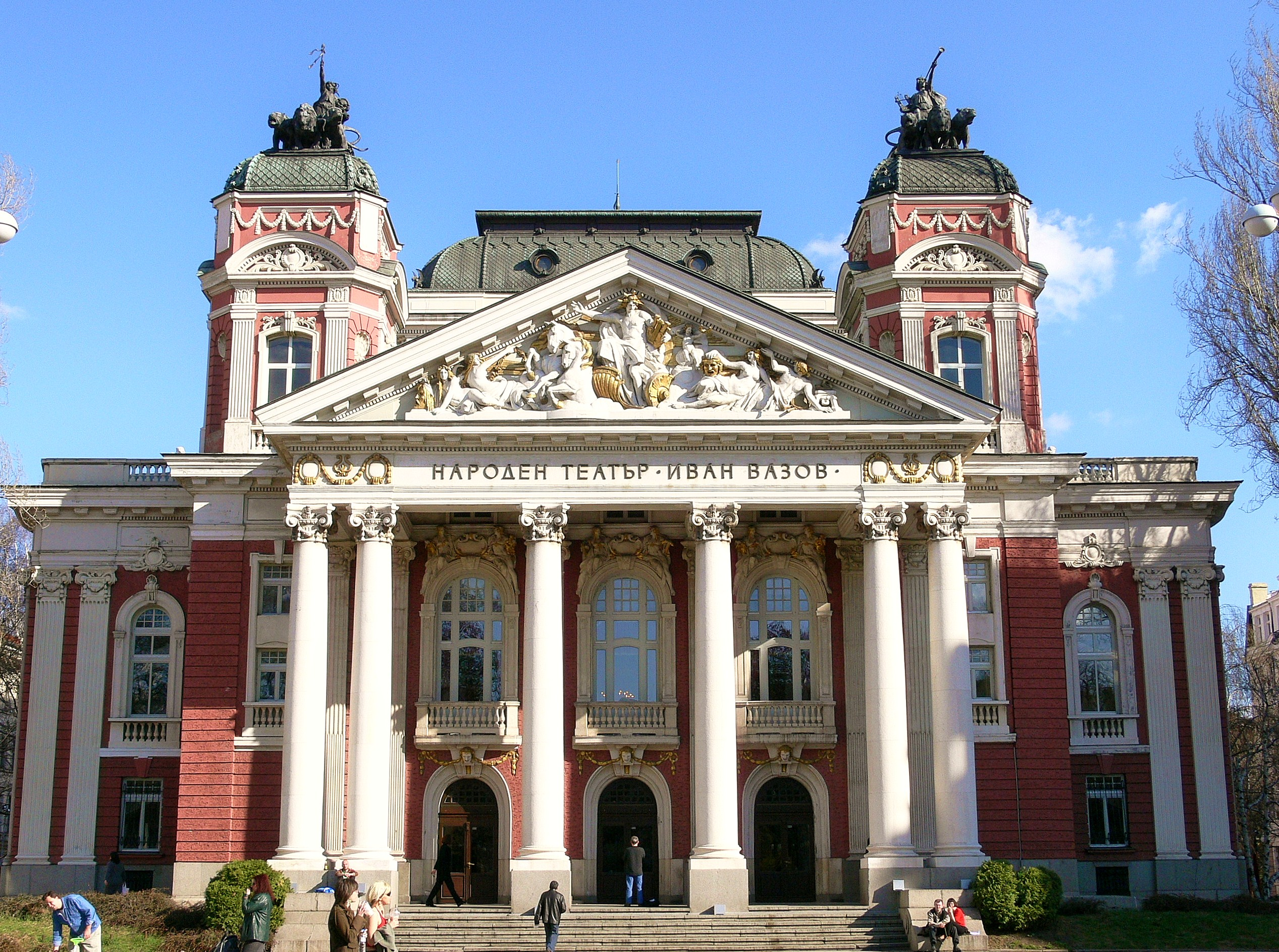
Nationalen Teatr "Ivan Vazov", Sofía.

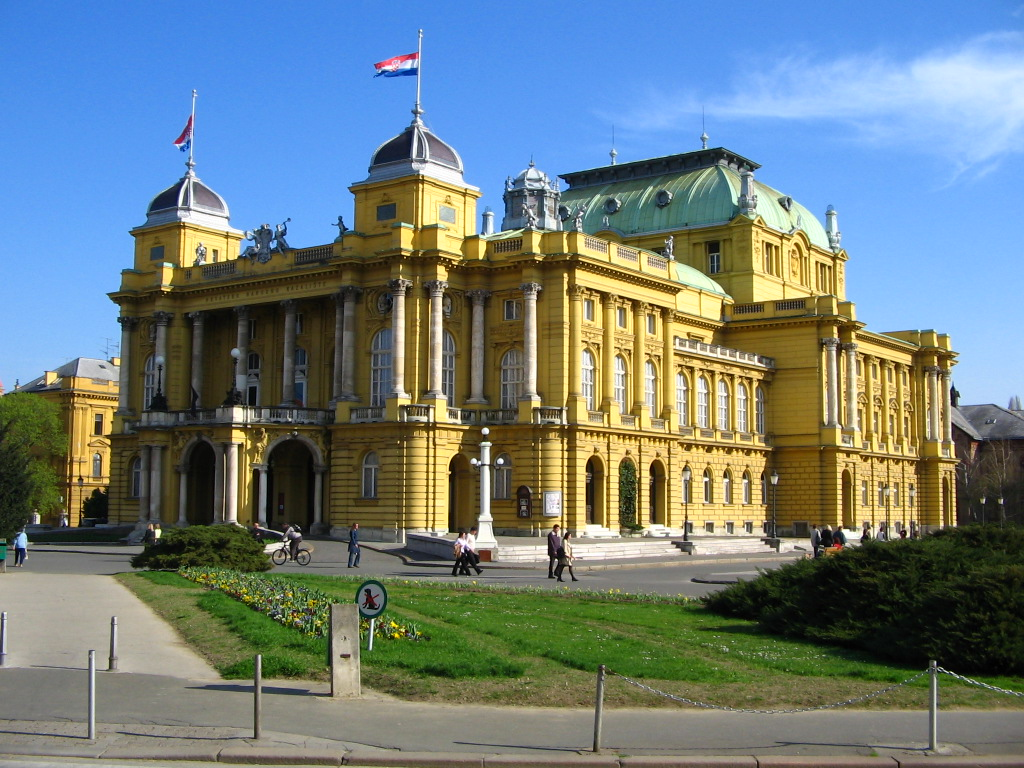
Hrvatsko Narodno Kazaliste, Zagreb.

### Viena
- Observatorio universitario de Viena
- Grandes Almacenes Gerngroß
- Thonet-Haus, la "Casa de hierro", en Kärntnertstrasse 12
- Grandes Almacenes Rothberger, en Stephansplatz
- Numerosas casas de alquiler, entre otras Währinger Strasse 15, Margaretenhof en el barrio 5

### Karlovy Vary
- Parkquellenkolonnaden
- Grandhotel Pupp
- Bad I – Kaiserbad

### Otros lugares
- Bad Vöslau: Palacio Schlumberger
- Graz: Grandes Almacenes Kastner & Öhler
- Liesing (hoy en día pertenece a Viena. Es su barrio 23): Ayuntamiento
- Pilsen: Hotel Schneeberg
- Schneeberg: Berghaus Hochschneeberg
- Semmering: Hotel Panhans
- Leópolis: Hotel Georg